# Frankie Conley

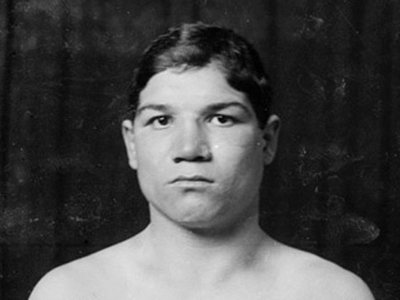
Frankie Conley (1910)

Frankie Conley (eigentlich Francesco Conte; * 4. Oktober 1890 in Platania, Italien; † 21. August 1952 in Kenosha, Wisconsin) war ein US-amerikanischer Boxer im Bantamgewicht.

## Profikarriere
Im Jahre 1905 begann Conley seine Karriere. Am 22. Februar 1910 boxte er gegen Monte Attell um die universelle Weltmeisterschaft und siegte durch technischen K. o. in Runde 42. Diesen Gürtel verlor er im Februar des darauffolgenden Jahres an Johnny Coulon nach Punkten.
Im Jahre 1923 beendete er seine Karriere.